# Røyksundkanalen
59°43′42″N 5°20′43″Ø / 59.72833°N 5.34528°Ø
Røyksundkanalen er en kanal ved Røyksund i Bømlo kommune i Sunnhordland i Hordaland fylke, Norge. Kanalen ligger nord for Mosterhamn i Vestre Spissøysundet og skiller Moster fra det øvrige Bømlo. Her ligger Skogbu Asylcenter og en populær småbådehavn og badeland. 

## Naturlig kanal
Kanalerne på Bømlo kaldes med rette for vandveje, og Røyksundkanalen har været benyttet i umindelige tider. Kanalen var en tryg genvej, og man slap for at sejle omkring Moster, men kun mindre både kunne passere. På de mest lavvandede steder måtte man trække båden gennem sundet ved lavvande . 

## Udbygget i 1800-tallet
I midten af  1800-tallet blev Røyksundkanalen udbedret. På den tid foregik det vigtige vårsildefiskeri, og det var et problem at  notbådene ikke kunne komme gennem sundet. Planene for udbedring blev vedtaget i 1858, og arbejdet gennemført i  1859. Senere blev kanalen  videre forbedret  i 1874 og 1883-84. Den fik en bredde på 3 meter på det smalleste sted og 1,2 meters dybde ved normal vandstand. Mange som sejler gennem Røyksundkanalen fortsætter turen videre gennem Kulleseidkanalen, som stod færdig i 1859.

## Populær for bådturister og badeland
Ved Røyksundkanalen blev der på 1980'erne bygget et populært feriecenter og badeland, og stedet blev en  populær lystbådehavn. Der er plads til ca. 150 småbåde langs flydebroerne i gæstehavnen. Badeanlægget ligger lunt inderst i vigen.
I de senere år er dele af badelandet lukket, som følge af manglende vedligehold. Der har været flere ideer om at ombygge badeanlægget, og restaurere det igen. 

## Tidligere hotel og asylcenter
Feriecenteret har et motel som i lange perioder har vært asylcenter. I 2004 blev det forrige center nedlagt. Da hadde der boet asylsøgere fra Afghanistan, Burundi, Eritrea, Etiopien, Kamerun, Somalia, Sudan og Tjetjenien. I 2008 blev det vedtaget at åbne stedet  for asylsøgende igen.

## Birger Røyksund
Birger Røksund (1910- 2001) der var    fisker, og skrev en række bøger og digtsamlinger med lokale temaer, boede hele sit liv ved Røyksundkanalen.